# Regla del Cinc de Lipinski
El 1997 Christopher A. Lipinski va publicar un estudi identificant una série de característiques comunament trobades en fàrmacs actius oralment. Aquestes característiques estan recopilades en La regla del Cinc de Lipinski i es pot fer servir com una regla general per a saber si una molècula és biodisponible oralment (bioactiva). S'anomena la "regla del cinc" perquè la majoria de les característiques comencen amb el número cinc.
En general, un fàrmac és oralment actiu quan té:
- No més de 5 grups donadors d'enllaços d'hidrogen (grups -OH i -NH).
- No més de 10 grups acceptors d'enllaços d'hidrogen (notablement N i O).
- Un pes molecular inferior a 500 Da.
- Un coeficient de partició[2] octanol-aigua, LogP inferior a 5.

El treball de Lipinski ha sigut estès per a incloure altres propietats com el nombre d'anells o els enllaços rotables.